# Cayetano Alberto de la Barrera
Cayetano Alberto de la Barrera (* 7. August 1815 in Madrid; † 30. Oktober 1872 ebenda) war ein spanischer Bibliograf, Romanist, Hispanist und Literaturwissenschaftler.

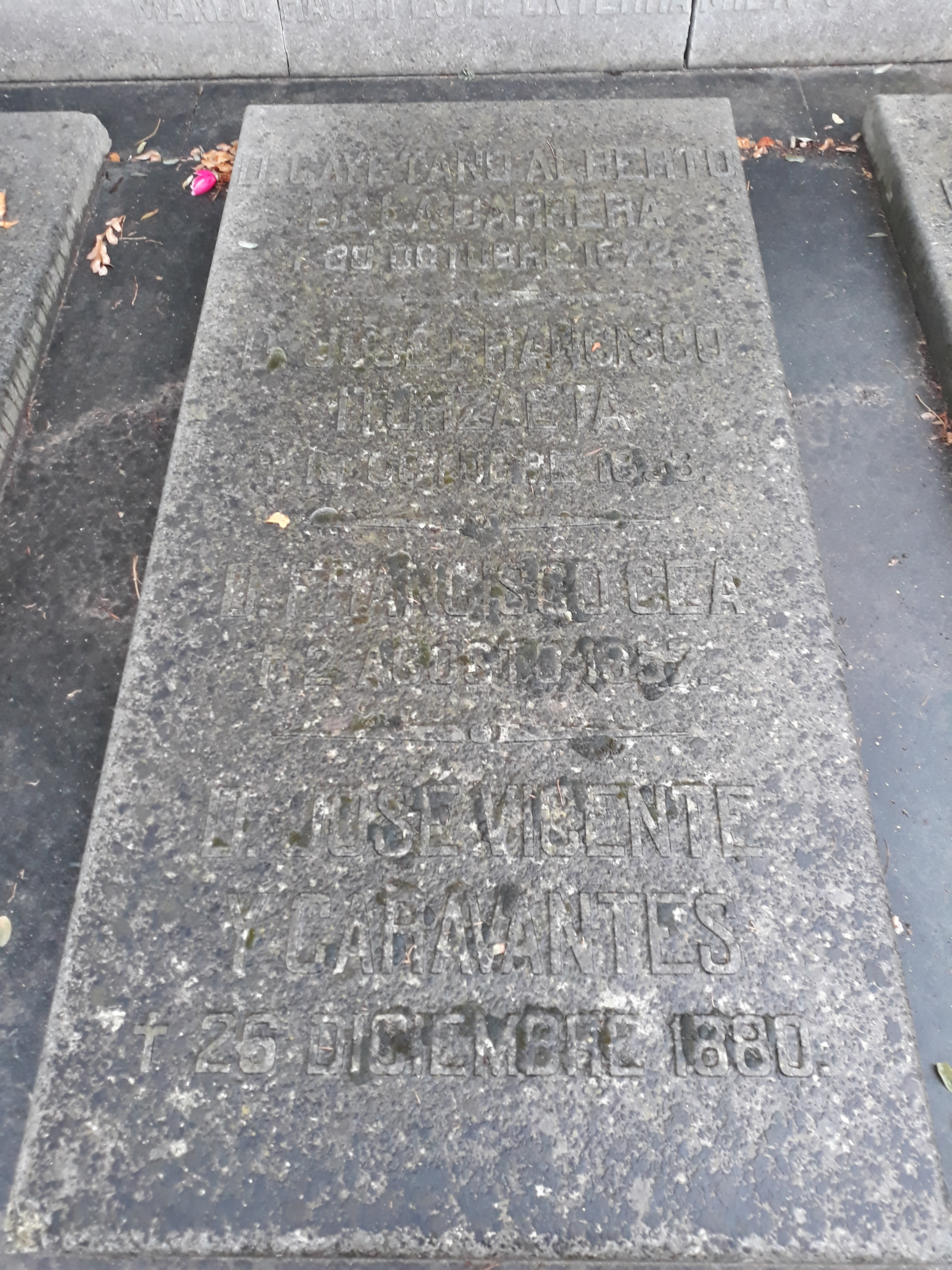
Das Grab von Cayetano Alberto de la Barrera im Panteon der Königlichen Akademie auf dem Almudena-Friedhof.

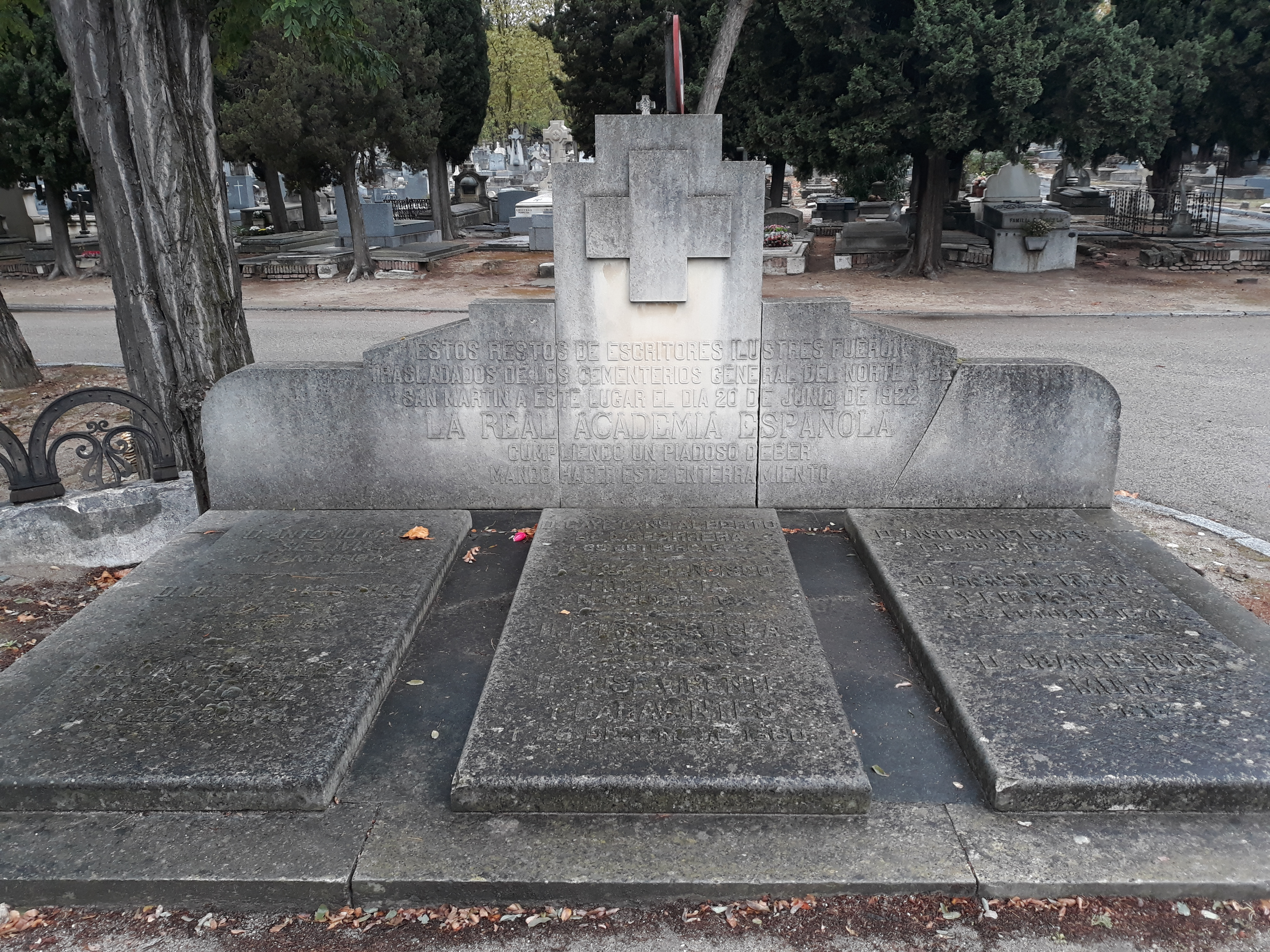
Der Panteon berühmter Schriftsteller (Umbettungen von aufgelassenen Friedhöfen) von 1922 auf dem Almudena-Friedhof in Madrid.

## Leben und Werk
Cayetano Alberto de la Barrera y Leirado studierte in Madrid, war im Brotberuf Apotheker und daneben Privatgelehrter in der spanischen Literaturgeschichte. Er kaufte zahlreiche Manuskripte und publizierte Kataloge und Biografien, die in jüngster Zeit nachgedruckt wurden.
Barrera war Schüler von Bartolomé José Gallardo. Er war befreundet mit dem Bibliophilen und Akademiemitglied Francisco de Borja Pavón y López (1814–1904), ferner mit Juan Eugenio Hartzenbusch und Manuel Cañete, und arbeitete zusammen mit John Rutter Chorley.

## Werke
- Catálogo bibliográfico y biográfico del teatro antiguo español desde sus orígenes hasta mediados del siglo XVIII, Madrid 1860, London 1968, Madrid 1969; Alicante 1999 (Biblioteca Virtual Miguel de Cervantes)
- Adiciones à las Poesías de D. Francisco de Rioja en su edición de Madrid, año 1867, Sevilla 1872
- Obras de Lope de Vega publicadas por la Real academia española 1, Nueva biografía, Madrid 1890;  Nueva biografía de Lope de Vega, 2 Bde., Madrid 1973–1974; Alicante 1999 (Biblioteca Virtual Miguel de Cervantes)
- Biografías de don José Miguel de Flores y don Joaquín Juan de Flores, in: Boletín de la Real Academia de la Historia 81, 1922;  Alicante 2010 (Biblioteca Virtual Miguel de Cervantes)